# Стоян Темелакиев
Стоян Славчев Темелакиев е български полицай, главен комисар от МВР, заместник-министър на вътрешните работи от 23 декември 2021 г.

## Биография
Роден е на 21 февруари 1967 г. в кочериновското село Стоб. През 1995 г. завършва магистратура по начална педагогика в Югозападния университет в Благоевград, а през 2013 г. завършва право в същия университет. Бил е полицейски командир и разузнавач. В отделни периоди е началник на сектор в Главна дирекция „Борба с организираната престъпност“, началник на отдел в Държавна агенция „Национална сигурност“ и заместник-директор на агенцията. От 2015 г. е заместник-директор на Главна дирекция „Борба с организираната престъпност“. На 22 юли 2020 г. е назначен за заместник главен секретар на МВР. От 14 май 2021 г. е временно изпълняващ длъжността главен секретар на МВР. Остава на поста до август 2021 г., когато отново се връща на стария си пост. Заместник-министър на вътрешните работи от 23 декември 2021 г. до август 2022 г. и след това юни – ноември 2023 и отново от април 2024 г. Освободен на 29 август 2024 г.